# Harada Naojirō
Harada Naojirō (原田 直次郎, Harada Naojirō) ou Nakijirō est un peintre japonais du XIXe siècle, né le 12 octobre 1863 à Edo et mort le 26 décembre 1899.

## Biographie
Harada Naojirō commence à apprendre la peinture occidentale avec Massaki Yamaoka puis rentre dans l'atelier de Takaashi Yuichi (1829-1884). En 1885, il part en Allemagne avec Mori Ogai et rentre à Munich dans l'atelier de Gabriel Max. Bien des peintres japonais sont, à la même époque, en France et en Italie, mais très peu en Allemagne. Très influencé par la peinture académique allemande, Harada, de retour au Japon en 1887, fonde une école à Tokyo Shōbi-kan où il enseigne la peinture à l'huile.